# Estádio Doutor Oswaldo Teixeira Duarte
O Estádio Doutor Oswaldo Teixeira Duarte, mais conhecido como Estádio do Canindé, é um estádio de futebol localizado na Marginal Tietê no limite norte do bairro do Canindé, na cidade de São Paulo, cuja propriedade é da Associação Portuguesa de Desportos. Dividindo o terreno do clube, encontra-se também o complexo social-poliesportivo.

## História

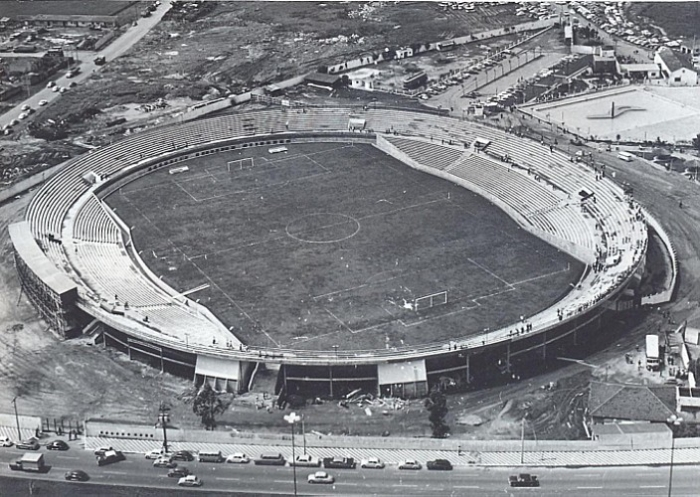
A construção do atual Canindé foi concluída em 1972

### Aquisição e Construção
A Associação Alemã de Esportes (AAE), clube da colônia alemã em São Paulo, alugava um imóvel no bairro do Canindé, onde praticava os mais variados esportes. Mas, com a Segunda Guerra Mundial, o Brasil rompeu relações com os países do Eixo e iniciou-se uma perseguição a clubes das colônias desses países, inclusive a alemã. A AAE, assim como diversos outros clubes, sofreu pressão da Diretoria de Esportes do Estado de São Paulo (DEESP) para sofrer um processo de nacionalização, em que ela se tornaria uma sociedade brasileira.
Assim, Nelson Fernandes, do DEESP, e Henrique Schenk, da AAE, procuraram o São Paulo Futebol Clube em fevereiro de 1942, para conversar sobre uma possível incorporação, que acabaria votada e aprovada em 13 de março. O São Paulo Futebol Clube já tinha resolvido seu problema com estádio para jogos, adotando o Estádio do Pacaembu, mas ainda não tinha um local para treinamento. Com a incorporação, o São Paulo passou a ser o locatário das instalações, que seriam efetivamente compradas da família Vannucci em 1944, por 740 mil cruzeiros. Os sócios da AAE aderiram ao São Paulo.
Em 1956, a Portuguesa adquiriu o imóvel no bairro do Canindé, do seu proprietário, Wadih Sadi, um sócio do São Paulo, que comprara o imóvel do próprio clube, que usou o dinheiro nas obras do Estádio do Morumbi. No local havia apenas uma pequena infraestrutura, que incluía um campo para treinos, um pequeno salão, vestiários e outras dependências de treinamento. Para que pudessem ser realizadas partidas oficiais no local e atender às exigências da Federação Paulista de Futebol, foram realizadas várias reformas, levantados alambrados e uma arquibancada provisória de madeira. Estas primeiras arquibancadas acabaram conferindo ao estádio o apelido carinhoso de "Ilha da Madeira" — título que, além de ser alusivo à condição da edificação, também se refere à ilha portuguesa, tendo as suas arquibancadas de madeira existido até 1962.
Com tais características, o Canindé recebeu sua primeira partida oficial em 11 de novembro de 1956, quando a Portuguesa venceu um combinado dos rivais Palmeiras e São Paulo por 3 a 2. Nelsinho do São Paulo fez o primeiro gol desta partida no estádio ainda de madeira. Com o nome de Estádio Independência, o Estádio do Canindé foi inaugurado oficialmente em 9 de janeiro de 1972, com a partida Portuguesa 1×3 Benfica. Nessa inauguração oficial o estádio já contou com arquibancadas de concreto, mas sua capacidade ainda era de apenas dez mil espectadores. O árbitro foi Oscar Scolfaro, com gols de Vitor Batista, Jordão, Marinho Peres (pênalti) e Simões (pênalti). A Portuguesa jogou com Aguilera, Deodoro, Marinho Peres, Calegari e Fogueira; Lorico e Dirceu (Luís Américo); Ratinho (Xaxá), Cabinho, Basílio e Piau; o Benfica, com José Henrique, Da Silva, Messias, Rui Rodrigues e Adolfo; Toni e Vitor; Nenê (Artur), Vítor Batista, Jordão e Simões.
Em 1979, o presidente Manuel Mendes Gregório rebatizou o estádio com o atual nome de Estádio Dr. Oswaldo Teixeira Duarte, homenageando seu predecessor na presidência do clube. A capacidade total foi ampliada para 28 500 espectadores sentados. Anteriormente à construção deste estádio, porém, foi encomendado ao arquiteto João Batista Vilanova Artigas (que já havia projetado o Estádio do Morumbi na década anterior) um estudo para o estádio-sede do clube, no mesmo local. Este estudo — caracterizado por arquibancadas triangulares e por estar aberto às marginais —, porém, foi descartado em favor do projeto que constitui o atual estádio.

### Ampliação

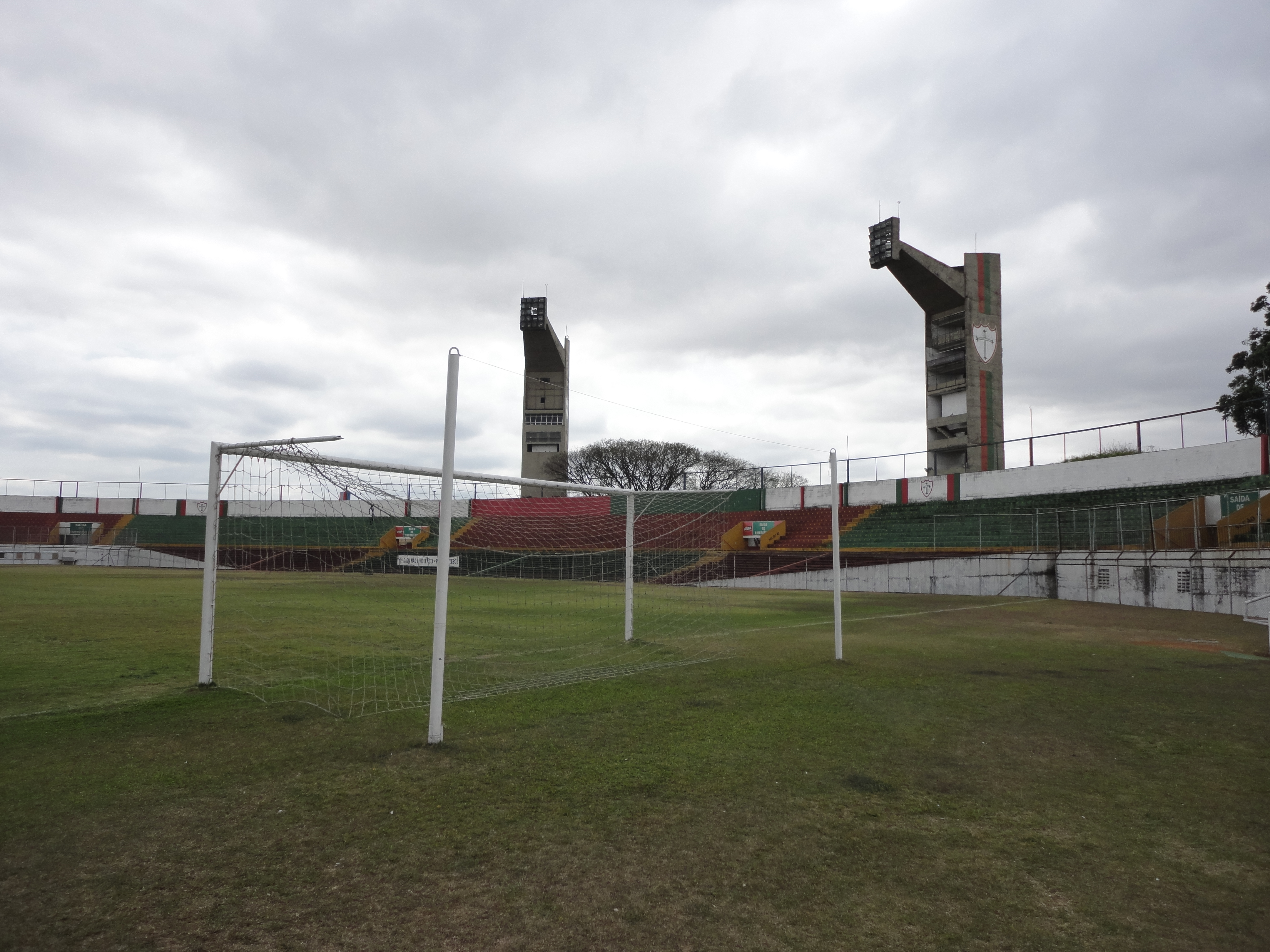
Estádio do Canindé foi estudado para ser sede paulista da Copa do Mundo

#### Antes da candidatura a sede da Copa
Antes da candidatura a estádio-sede da Copa do Mundo de 2014, a diretoria da Portuguesa trabalhava em um projeto para ampliar a capacidade do Canindé para 40 mil espectadores e transforma-lo numa confortável arena multiuso. A localização privilegiada na cidade de São Paulo, as avenidas e as estações de metrô e de ônibus (inclusive com linhas interestaduais) que o cercam tornam o Canindé num estádio sempre requisitado para vários eventos além do futebol. Bingos, encontros religiosos, shows musicais e diversas festas sempre ocorrem no Canindé. O projeto original é do arquiteto Hoover Américo Sampaio, ex-aluno e professor da Arquitetura da Mackenzie.

#### Após o anúncio da candidatura a sede da Copa
Motivado pela indefinição sobre a sede paulista para a Copa do Mundo de 2014, a Portuguesa oficializou, no dia 14 de julho de 2010, o interesse de ter o Canindé como estádio paulistano para o Mundial que foi recebido pelo Brasil.
A proposta apresentada pelo presidente Manuel da Lupa à Comissão de Política Urbana, Metropolitana e Meio Ambiente, realizada na Câmara Municipal de São Paulo, que à primeira vista foi encarada como piada, acabou sendo aceita, e o campo lusitano tornou-se oficialmente um dos candidatos a receber a Copa. O que primeiro pareceu piada, logo foi adotado pelos presentes, inclusive pelo vereador e dirigente do São Paulo Futebol Clube, Marco Aurélio Cunha (PSD), que afirmou apoiar a proposta. "Fui a primeira pessoa a sugerir o Canindé. Se a Portuguesa tiver oportunidade de fazer um projeto com verba privada e autossustentável, tem o meu total apoio. Até porque não vejo opção mais bem localizada. Talvez até mesmo que o próprio Cícero Pompeu de Toledo".

Como constatado pela Prefeitura, o Canindé apresentou o melhor conjunto de vantagens para sediar a Copa. Uma delas foi o estacionamento. Há uma área de 33 mil metros quadrados que pertence à Prefeitura ao lado do estádio, que poderia ser usada para estacionar os carros durante os jogos. Para ressaltar as qualidades do Canindé, Manuel da Lupa apresentou dados sobre o tamanho do local — de acordo com o mandatário, a área física do clube possui cem mil metros quadrados.

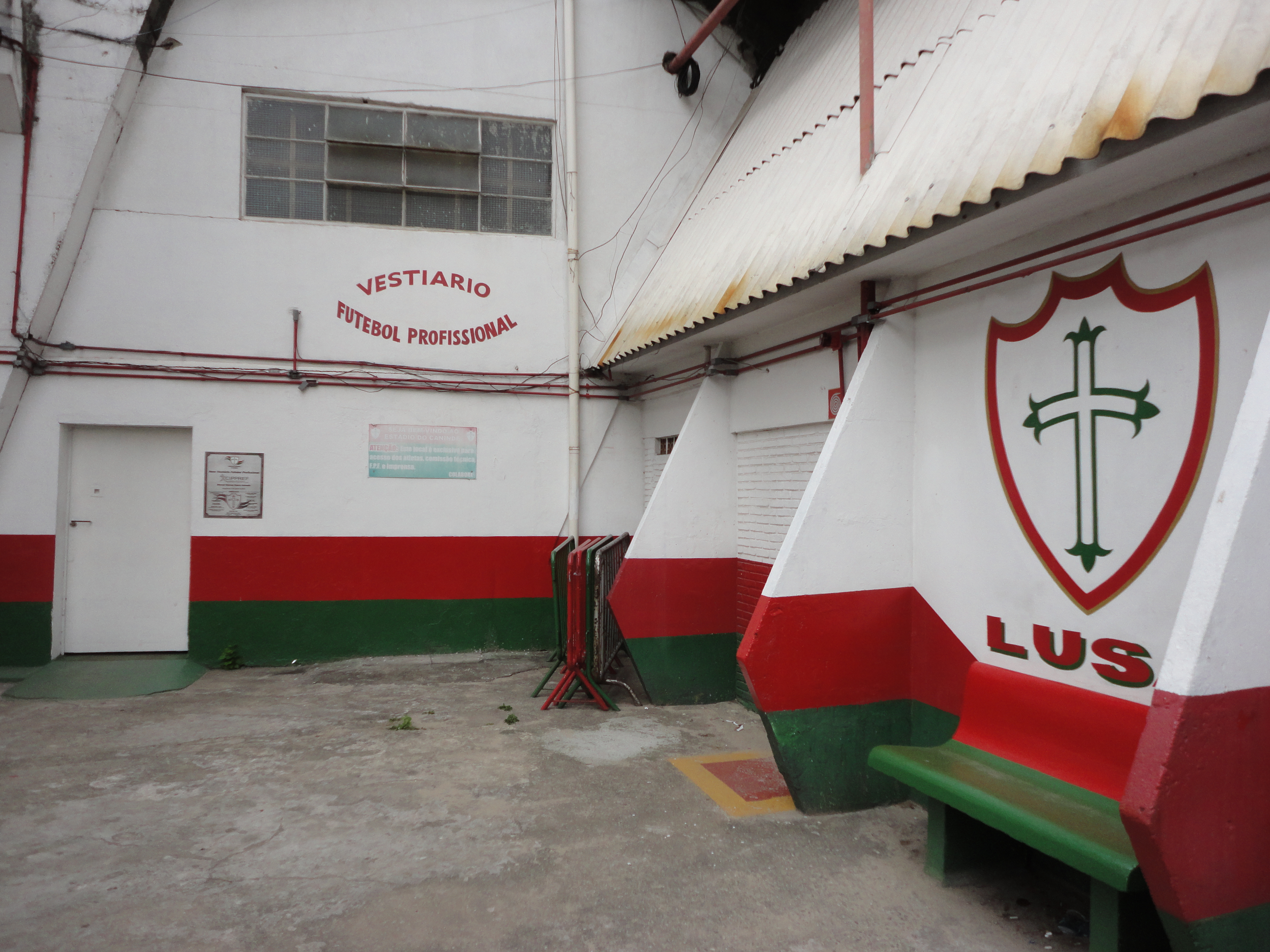
Dependências do estádio paulista deveriam passar por reformas para abrigar a Copa do Mundo

Outro ponto favorável ao campo da Portuguesa e destacado está na localização. O fato de o Canindé estar localizado na Marginal Tietê, principal via de São Paulo, e a proximidade com o Terminal Rodoviário Tietê, as estações de metrô Armênia e Portuguesa-Tietê e até um aeroporto (Campo de Marte), favoreciam o Canindé. Além disso, acrescia-se o fato de que o estádio possui ligação direta com os aeroportos de Cumbica e Congonhas, e possui em seu entorno ampla rede hoteleira, além de hospitais e três shopping centers.
De acordo com diretoria do clube, o Canindé, que atualmente conta com capacidade para 21 mil pessoas, passaria a ter sessenta mil lugares, atendendo assim ao padrão exigido pela Fifa para abertura da competição. "Hoje, o Canindé fica localizado no lugar ideal para se ter um estádio para a Copa. É claro que atualmente ele não tem condições de receber algo desse porte, mas uma nova arena, construída para o Mundial, poderia ser a saída para São Paulo", afirmou Da Lupa.
O mandatário da Portuguesa afirmou que a construção do novo Canindé seria realizada por intermédio de parcerias com empresas privadas, negando a utilização de dinheiro público, como ocorreria no caso de Pirituba ser escolhida a sede paulista para o torneio. Segundo Da Lupa, a construção do novo estádio seria bancada pela iniciativa privada. Votorantim e Banif teriam demonstrado interesse, além da Kyocera.
Os custos desse projeto também representam uma vantagem do Canindé sobre as outras propostas. Considerado o mais economicamente viável dos projetos, a nova arena da Lusa, com capacidade de 60 mil lugares, custaria apenas R$ 250 milhões, em comparação com os R$ 630 milhões do projeto de reforma do Morumbi aprovado pela Fifa, dos R$ 350 milhões do estádio de 40 mil pessoas proposto pelo Corinthians e dos R$ 700 milhões da proposta do Piritubão de 65 mil lugares.
A proposta, que foi reforçada após uma visita de inspetores da FIFA, previa a construção do novo Canindé em até 3 anos. Eventualmente a proposta foi preterida e a Arena Corinthians foi escolhida para a abertura da Copa do Mundo.

### Dívidas e crise no Canindé

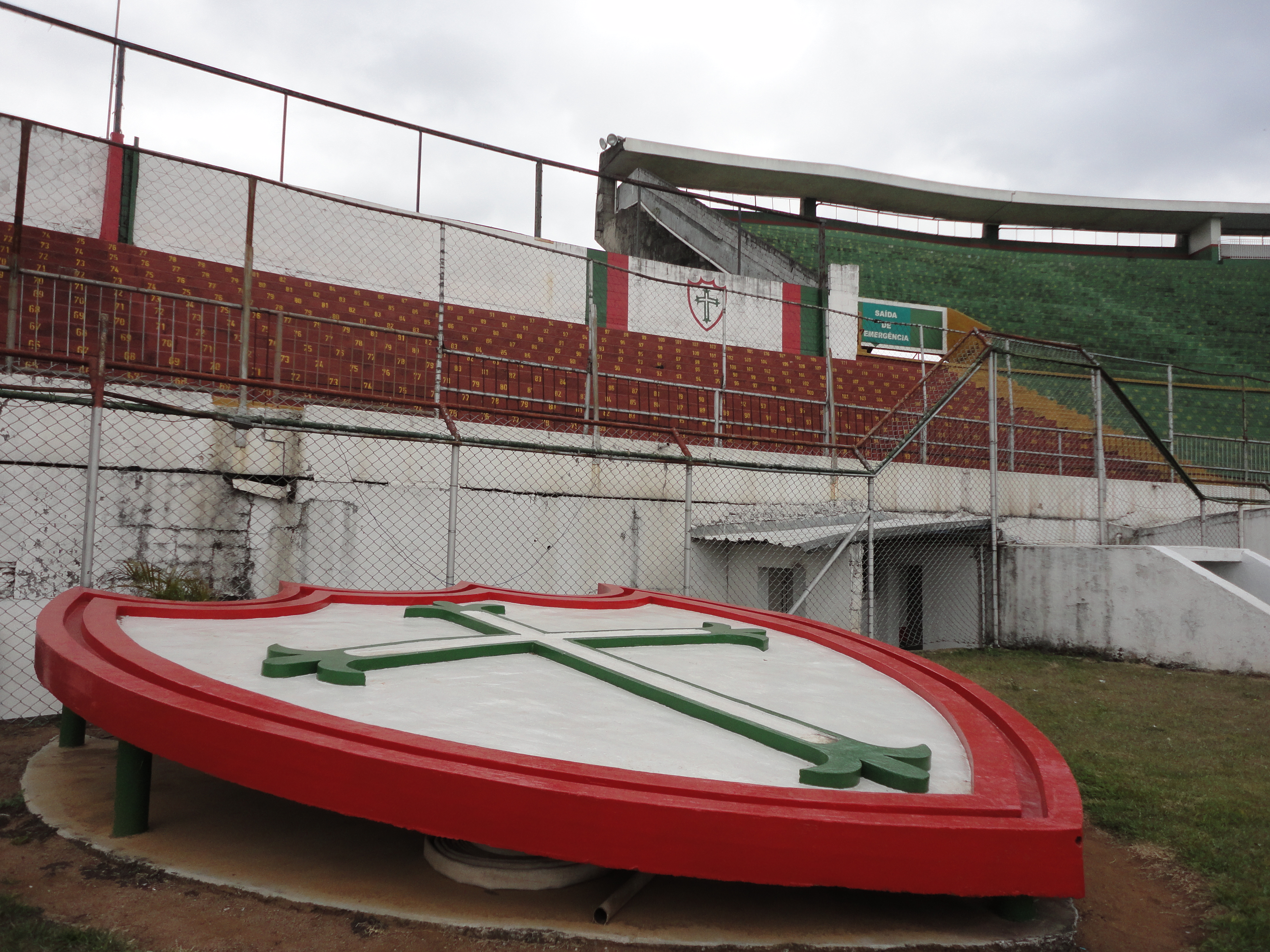
Detalhe de símbolo da Portuguesa dentro do gramado do Canindé

Em 2015, com a Portuguesa passando por grave crise financeira que chegou à penhora do Canindé, a diretoria do clube decidiu por iniciar uma reforma que reduziria a capacidade do estádio para quinze mil espectadores e permitiria maior exploração comercial do terreno. O ginásio do Canindé chegou a ser alugado para uma igreja.
Após ser rebaixada três vezes consecutivas no Campeonato Brasileiro, a Portuguesa passou a viver grande crise esportiva e financeira. As dívidas do clube beiraram os duzentos milhões de reais. A alternativa encontrada pela Justiça para que as pendências fossem pagas foi leiloar a área do estádio do Canindé pertencente à Portuguesa. As alternativas encontradas para evitar o leilão foram o tombamento da sede lusitana ou um modelo de negócio no qual a área do estádio seria gerido por diferentes empresas. Dentre este período, que se sucedeu entre setembro e novembro de 2016, um jogador das categorias de base da Portuguesa morreu dentro das dependências do Canindé.

#### Leilão do estádio por dívidas trabalhistas
Em novembro de 2016, o estádio do Canindé quase deixou de ser da Associação Portuguesa de Desportos. Afundada em crise financeira, que beira os R$ 200 milhões, a Lusa teve que enfrentar o risco de dois leilões do local neste período. A área foi penhorada para o pagamento de dívidas trabalhistas que ultrapassam R$ 55 milhões. O processo que deu início aos leilões foi registrado pela advogada Gislaine Nunes. Cinco jogadores profissionais de futebol - Ricardo Oliveira, Rogério Pinheiro, Tiago Barcelos, Marcus Vínicius e Rafael - se juntaram para requisitar o dinheiro de dívidas trabalhistas feitas no começo dos anos 2000.
A área do Canindé colocada a leilão corresponde a 42 mil metros quadrados do local, cerca de 45% do total da sede da Lusa – o restante pertence à Prefeitura de São Paulo, que também já autorizou a venda dessa parte.
Em 5 de setembro, a 10ª Vara Cível do Foro Central da Capital anunciou que a sede da Portuguesa seria leiloada em 7 de novembro, com lance inicial de R$ 154.296.529,68, pela Mega Leilões. Em 25 de outubro, a diretoria do clube conseguiu suspender o leilão por uma brecha encontrada no processo. O efeito suspensivo foi conquistado por causa de erro de cálculo no valor de juros da dívida da Lusa. A Portuguesa teria déficit ainda maior do que deveria, portanto o Tribunal de Justiça do Estado de São Paulo decidiu por impugnar o leilão.
Após o leilão na vara cível não ser concretizado, a disputa pelo terreno na vara trabalhista ganhou força. Este leilão foi marcado para 18 de novembro. As bases eram parecidas com o próximo citado da vara cível, porém os valores eram diferentes. A sede da Portuguesa foi colocada a venda pelo valor de R$ 74 milhões como lance inicial pela Fidalgo Leilões. Em 30 de outubro, o Canindé apareceu nos classificados do periódico O Estado de S. Paulo no setor de classificados.
Na semana que antecedeu o leilão, diretores da Portuguesa fizeram plantão na sede do Tribunal Regional do Trabalho da 2ª Região, em São Paulo, para barrar a tentativa de venda do Canindé. Os dirigentes tentaram encontrar outra brecha, assim como na vara cível, para impugnar o leilão. Desta vez, a justificativa foi o valor inicial da venda do terreno. A Portuguesa contratou um perito judicial no qual avaliou a sede do clube em R$ 360 milhões de reais. O valor inicial dado pela Fidalgo Leilões era de R$ 74 milhões. A acusação foi que a arrecadação do leilão seria injusta e desproporcional. O clube não conseguiu a liminar, e o Canindé foi a leilão no Fórum Trabalhista da Zona Sul.
Em 18 de novembro, a tentativa de venda do estádio ocorreu, porém nenhum interessado tentou arrematar o estádio da Portuguesa. Assim, foi marcado para fevereiro de 2017 um novo leilão do Canindé.

### Alternativas para evitar o leilão do estádio

#### Tombamento
O principal motivo por não haver arremates no leilão do Canindé foi o processo de tombamento aberto pela deputada estadual Clélia Gomes (PHS-SP) em 29 de setembro de 2016. A política solicitou ao Conselho de Defesa do Patrimônio Histórico, Arqueológico, Artístico e Turístico do Estado (Condephaat), órgão do Estado de São Paulo que tem a função de proteger, valorizar e divulgar o patrimônio cultural, que o estádio do Canindé fosse tombado pelo motivo do local ser um patrimônio cultural das raízes portuguesas. No local, ocorrem festas e encontros que visam a divulgação e a manutenção das tradições da colônia portuguesa no Brasil.
O conselho da Portuguesa, junto à deputada Clélia Gomes, reuniu documentação para dar prosseguimento ao processo. Gomes visitou o museu do clube paulista para ter mais embasamento no pedido de tombamento. O relatório foi passado ao órgão estadual que analisa a abertura de estudo técnico de viabilidade do tombamento. Durante este processo, o estádio não pode sofrer qualquer intervenção.
Em meados de novembro, a deputada ingressou com o mesmo pedido de tombar o Canindé no Conselho de Preservação do Patrimônio Histórico, Cultural e Ambiental da Cidade de São Paulo, órgão municipal com a mesma função do Condephaat. Um abaixo-assinado na internet foi elaborado por torcedores da Portuguesa para que o tombamento ocorresse.
Se houvesse arrematador no leilão, a pessoa física ou jurídica não poderia fazer mudanças na área do estádio do Canindé até o processo de tombamento ser concluído ou negado. Isto ocasionou temor por parte de leiloeiros, que decidiram não ofertar no terreno do clube.

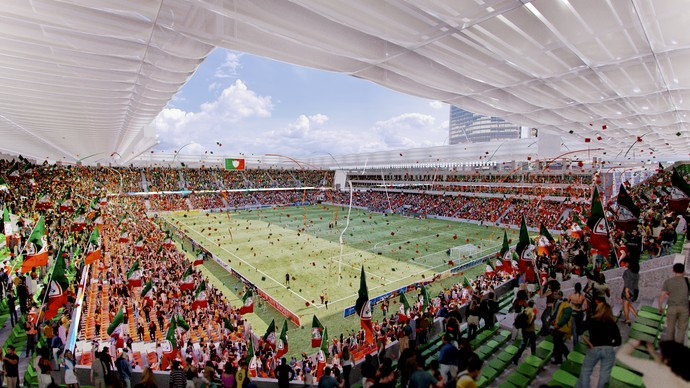
Projeto feito pela Conexão 3 para ser o novo Canindé

#### Modelo de parceria para cessão do Canindé
Enquanto o leilão estava em trâmite, a Portuguesa buscou caminhos para negociar com a advogada Gislaine Nunes, requerente da ação no valor de R$ 55 milhões referentes a dívidas trabalhistas com cinco ex-jogadores da Lusa. Um dos meios encontrados foi tentar firmar parcerias com empresas para que as mesmas pudessem usufruir da sede do clube por determinado período de tempo, sem concluir uma real compra, o que tiraria o patrimônio do domínio da Portuguesa.
As empresas Conexão 3, Planova Planejamento e Fernandes Arquitetura montar uma linha de negócio e apresentaram ao Conselho de Orientação Fiscal (COF) da Lusa. A proposta foi de pagamento de R$ 160 milhões à vista e mais R$ 500 mil por mês para o clube alugar um estádio para jogar enquanto as obras acontecem no Canindé. O tradicional estádio seria derrubado e, em seu lugar, seriam construídos um shopping e um hotel, além de uma arena para a Lusa com capacidade para 15 mil pessoas.
O pool formado pelos empresas tentou negociar diretamente com a advogada Gislaine Nunes e os cinco jogadores envolvidos na ação, mas não obteve sucesso. A ideia do grupo era trocar as dívidas trabalhistas da Portuguesa por imóveis. 

### Morte de jogador das categorias de base
Na manhã de 20 de outubro de 2016, Lucas Jesus dos Santos, de 16 anos, foi encontrado morto dentro de uma das piscinas do Canindé. Lucas era jogador da equipe sub-17 da Lusa. Segundo peritos do Instituto Médico Legal (IML), o jovem morreu após congestão. De acordo com o laudo, o óbito foi causado por asfixia por regurgitação de alimento.
Houve uma festa nas dependências da Portuguesa para os atletas do time da categoria sub-17. O jovem jogador reclamou de dores na cabeça após banho de piscina após ser retirado da água por amigos. Momentos depois, companheiros de time o procuraram, mas acharam que o colega havia saído das dependências da Lusa. Lucas havia voltado à piscina e sofrido congestão. O jovem não sabia nadar. Havia bebidas alcoólicas perto da churrasqueira onde foi realizada a festa no Canindé. Os participantes da festa dizem que não houve consumo.
Lucas estava próximo de realizar o sonho de infância de jogar no Canindé, porém morreu dois dias antes da conquista pessoal. O atleta jogaria no sábado, 22 de outubro de 2016 contra o Diadema, em duelo válido pela partida de ida das quartas-de-final do Campeonato Paulista Sub-17 daquele ano, com a morte do atleta, ainda no dia 20 o duelo acabou sendo imediatamente adiado á pedido de ambas equipes na Federação Paulista de Futebol, o então duelo no Canindé foi realizado apenas no dia 26 de outubro de 2016, a sexta-feira seguinte, às 11h, dia atípico para o futebol das categorias de base.
Lucas foi homenageado com faixas e camisetas no gramado do Canindé  jogadores da Portuguesa e do Diadema antes do apito inicial se uniram no centro de campo em um emocionante 1 minuto de silêncio como última homenagem ao sonhador atleta.

### Estado atual

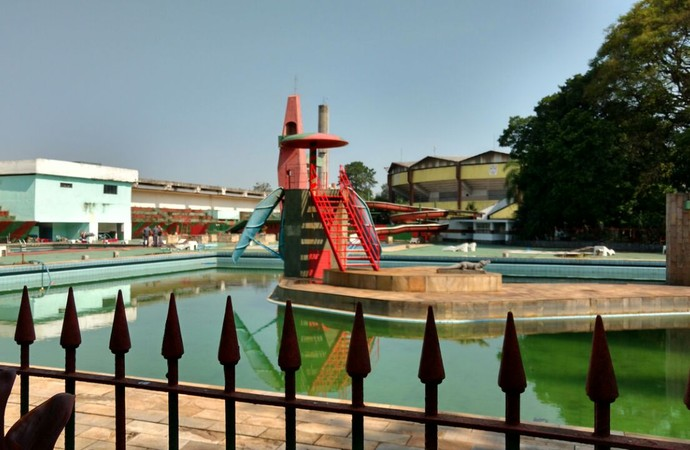
Estado atual da principal piscina do Canindé: está fechada para sócios

Lixo espalhado, falta de manutenção e piscinas sujas. Os salários atrasados de funcionários fizeram com que o Canindé ficasse em péssimo estado. Os matos não são cortados. As piscinas estão sujas e desabilitadas para os sócios usufruírem. A situação é tão agravante que torcedores se organizaram para fazer dois mutirões, em 12 e 19 de novembro, de limpeza do Canindé. Foram pedidas doações de materiais de limpeza para retirar todo o lixo das dependências do clube, além de limpá-lo.
Em 22 de novembro de 2016, o Canindé foi interditado por falta de higiene. Foi feita vistoria no local pelo Laudo de Condições Sanitárias e de Higiene, que não renovou licença para a sede da Portuguesa seguir aberta. A ação, inclusive, gerou punição por parte da Federação Paulista de Futebol (FPF), que proibiu o clube de organizar eventos de futebol no local.

## Grandes públicos

### Maiores públicos da Portuguesa no estádio
- Listados jogos com públicos acima de 20.000 pagantes

1. Portuguesa 1–3 São Paulo, 28 204, em 15 de novembro de 1983[34]
2. Portuguesa 1–3 Corinthians, 25 662, em 10 de outubro de 1982 (23.858 pagantes)
3. Portuguesa 3–1 Coritiba(PR), 25 491, em 15 de novembro de 1998
4. Portuguesa 0–1 Cruzeiro(MG), 25 312, em 9 de dezembro de 1998
5. Portuguesa 2–2 Palmeiras, 25 050, em 1 de maio de 1982
6. Portuguesa 2–1 Palmeiras, 23 534, em 15 de agosto de 1982 (21.989 pagantes)
7. Portuguesa 0–1 Flamengo(RJ), 23 570, em 15 de março de 1984
8. Portuguesa 2–1 Cruzeiro(MG), 22 973, em 5 de dezembro de 1998
9. Portuguesa 1–1 São Paulo, 22 606, em 23 de abril de 1989
10. Portuguesa 1–4 São Paulo, 21 980, em 13 de março de 1988
11. Portuguesa 1–0 São Paulo, 21 965, em 22 de abril de 2001
12. Portuguesa 1–2 Palmeiras, 21 690, em 1 de maio de 1996
13. Portuguesa 0–0 Palmeiras, 20 968, em 10 de abril de 1994
14. Portuguesa 2–0 Ferroviária, 20 429, em 11 de dezembro de 1985
15. Portuguesa 0–0 Santos, 20 305, em 8 de novembro de 2001
16. Portuguesa 0–1 Santos, 20 192, em 21 de maio de 1989

## Galeria de fotos

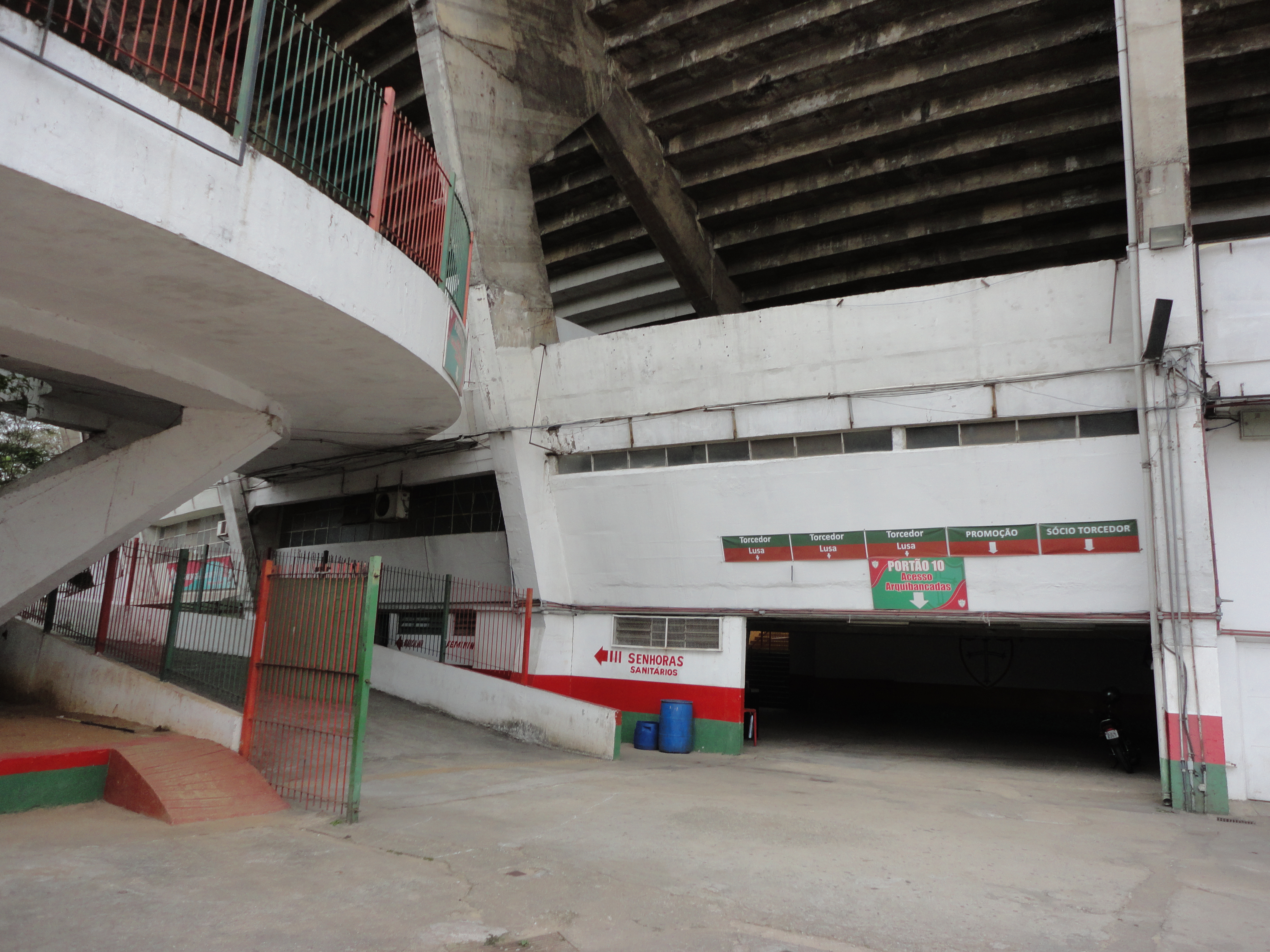
Entrada dos torcedores
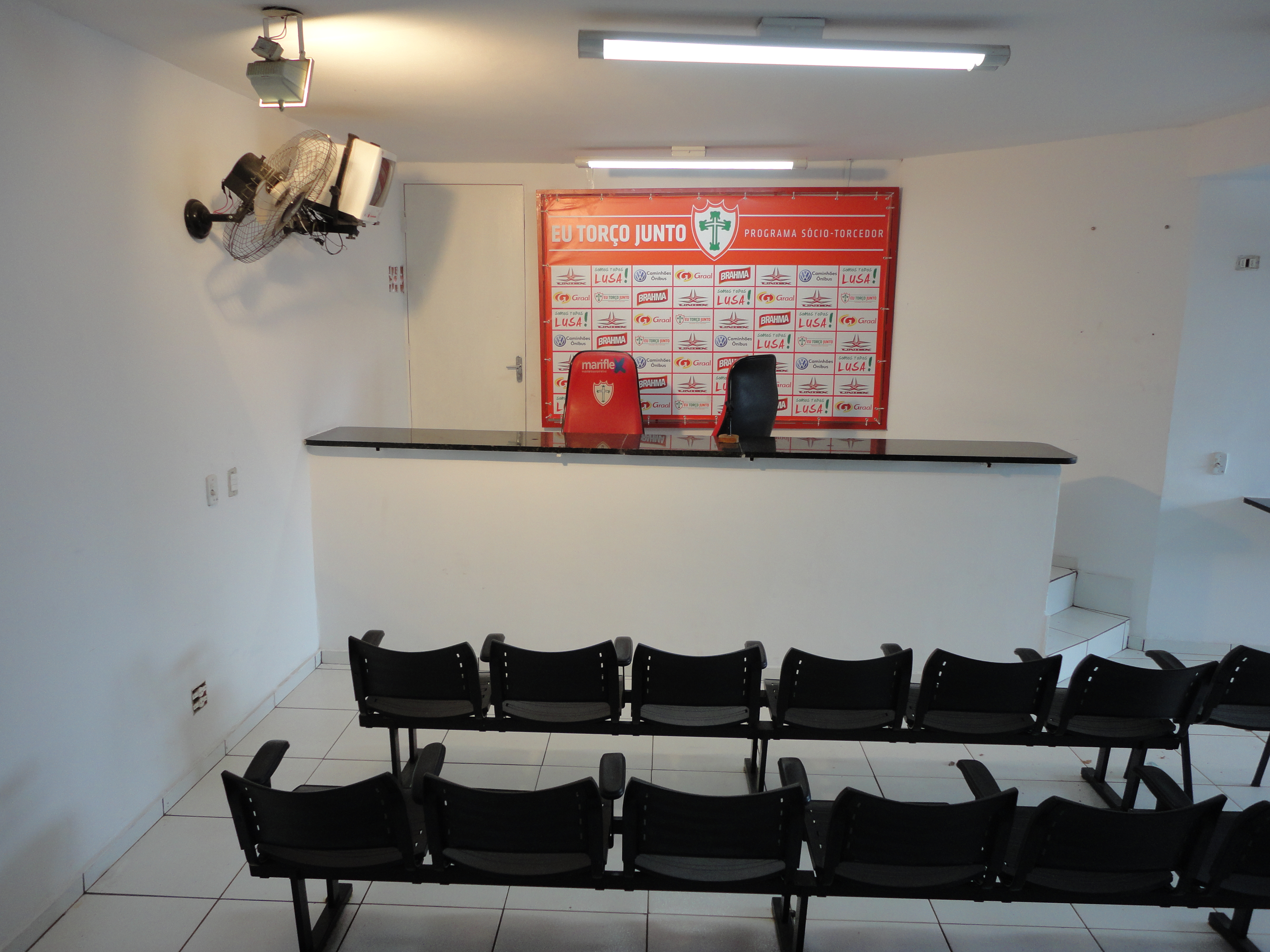
Sala de imprensa do Canindé
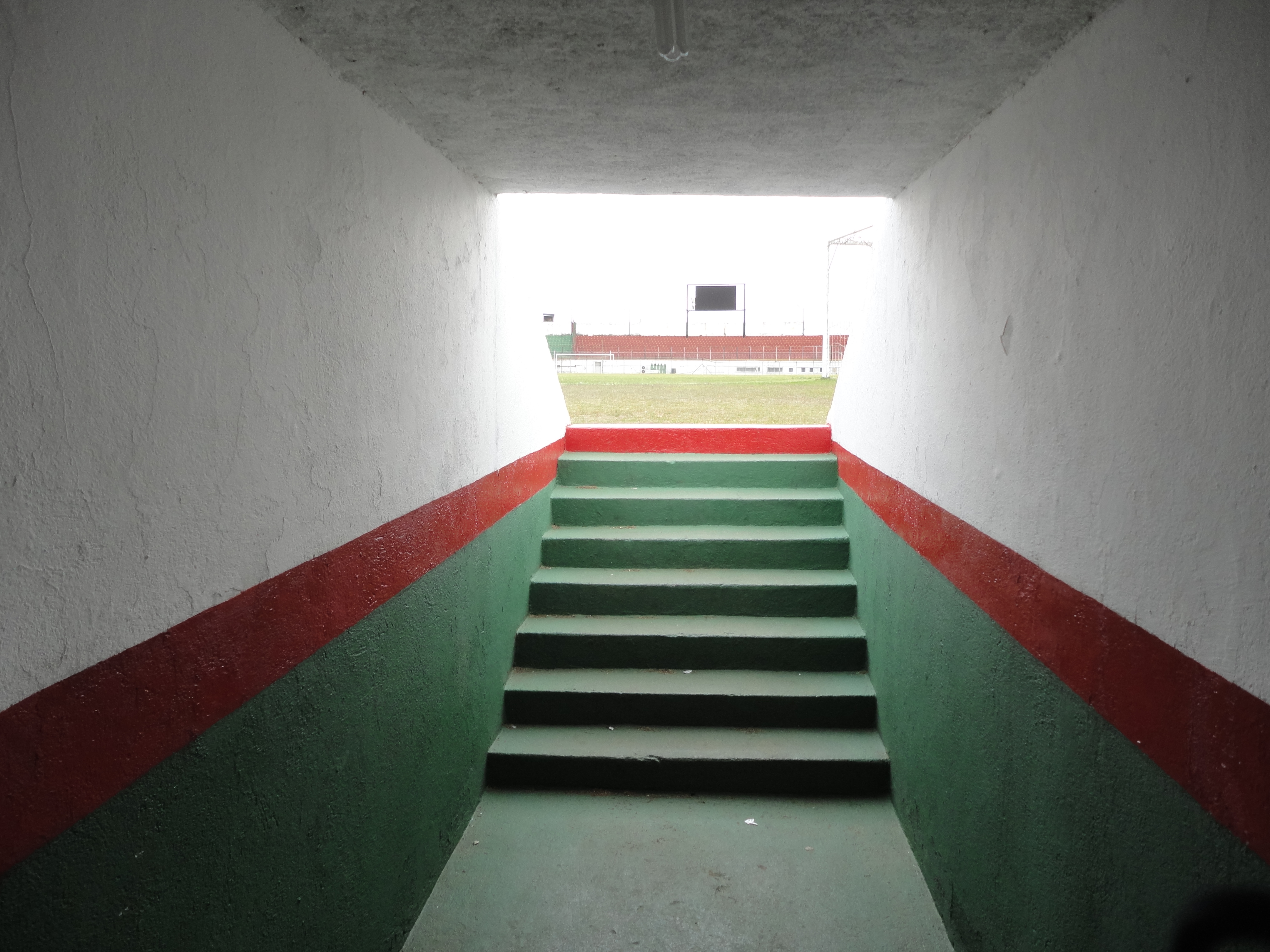
Túnel de acesso para o gramado do Canindé
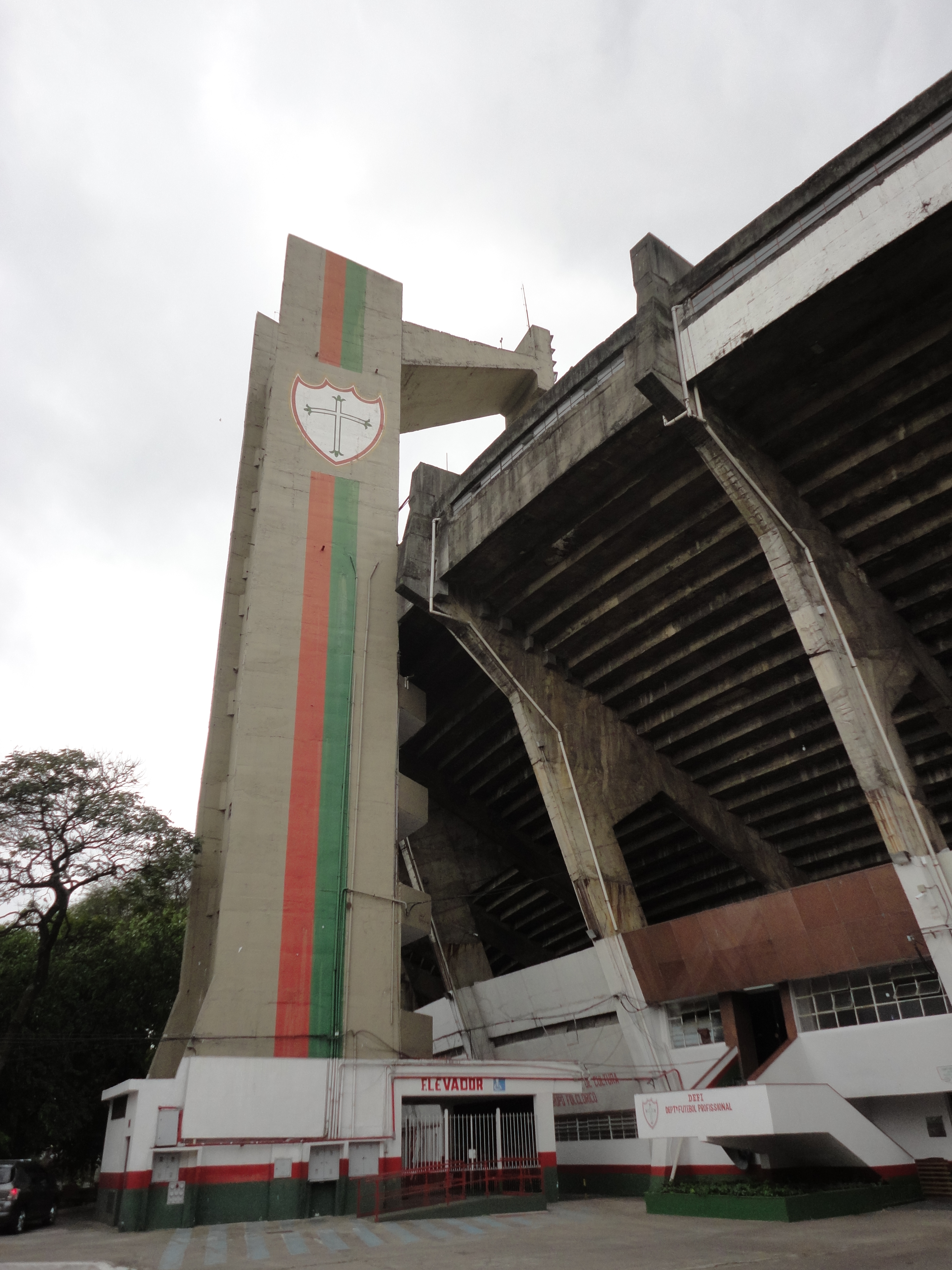
Vista de uma das torres do Canindé
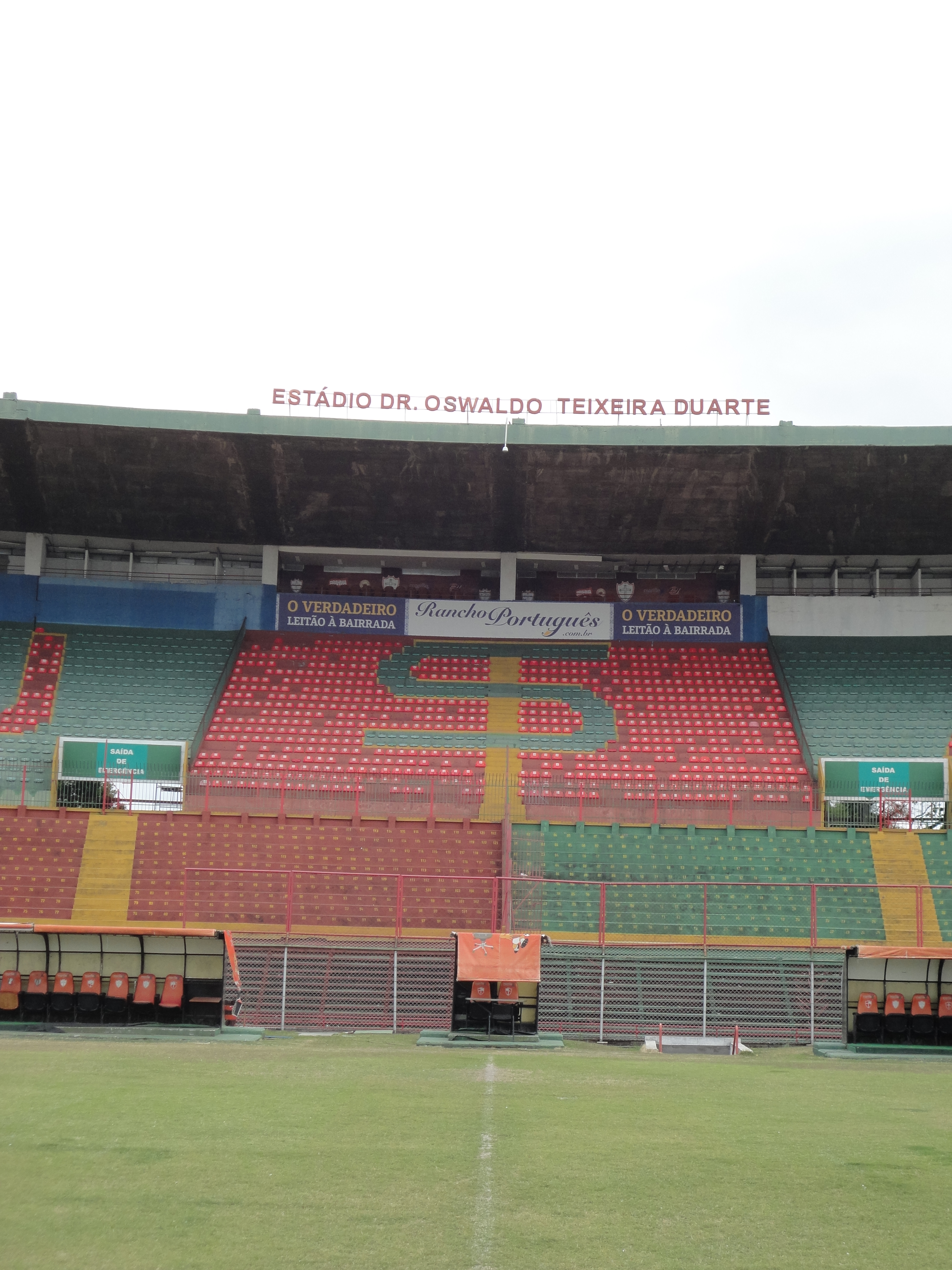
Vista do gramado e arquibancada do Canindé
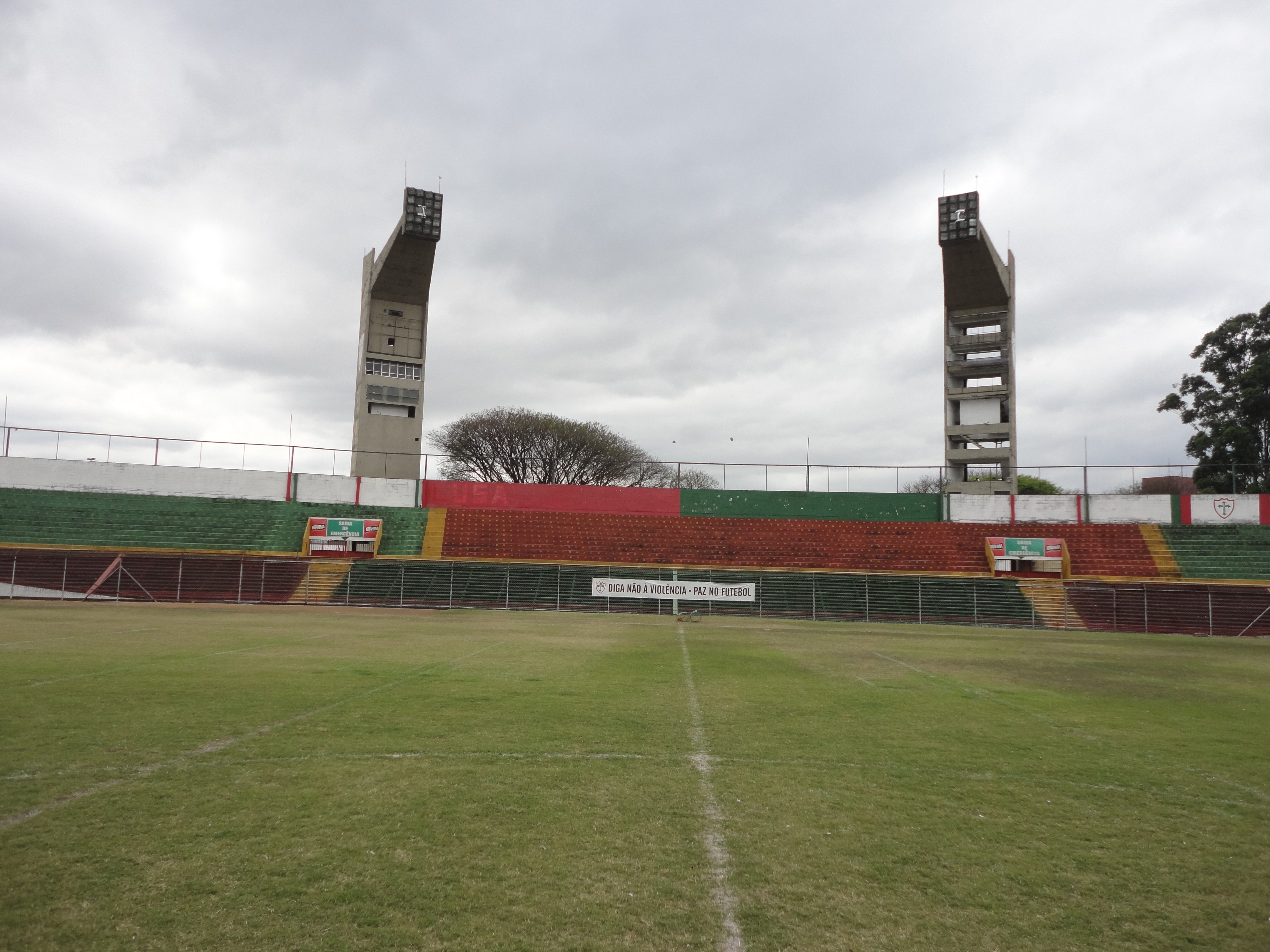
Vista do gramado, arquibancadas, e torres de iluminação do Canindé
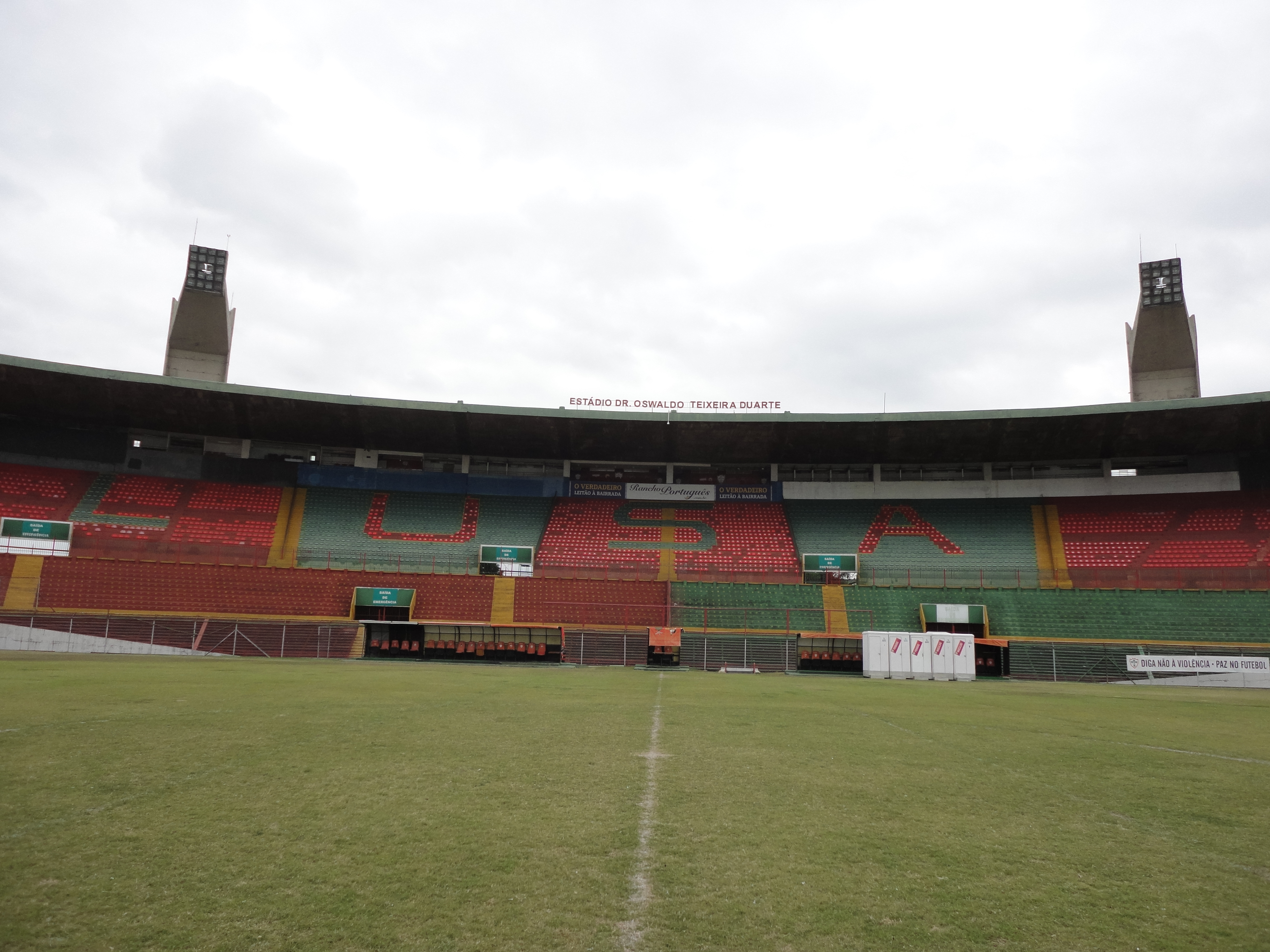
Gramado do Canindé
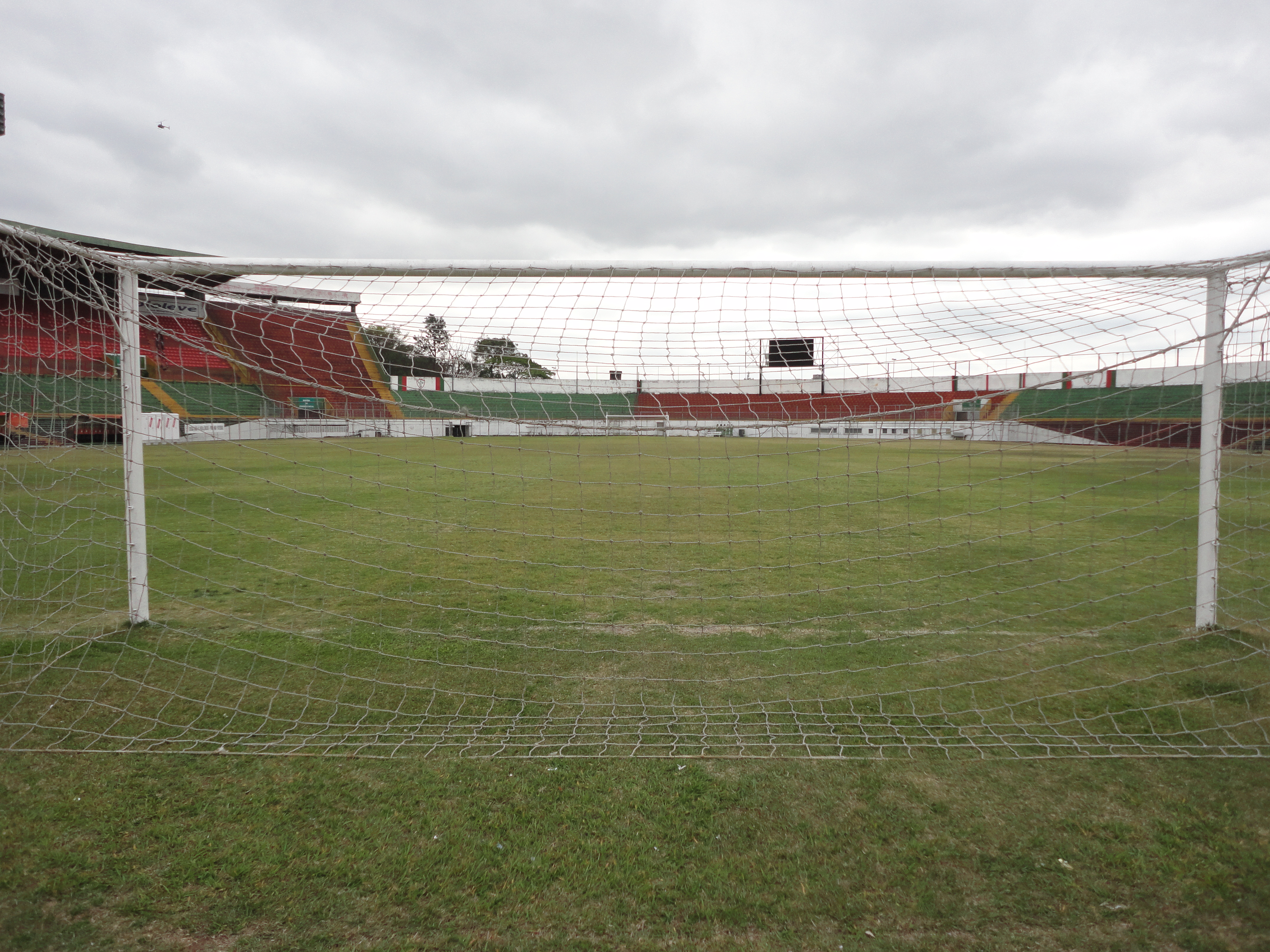
Gramado
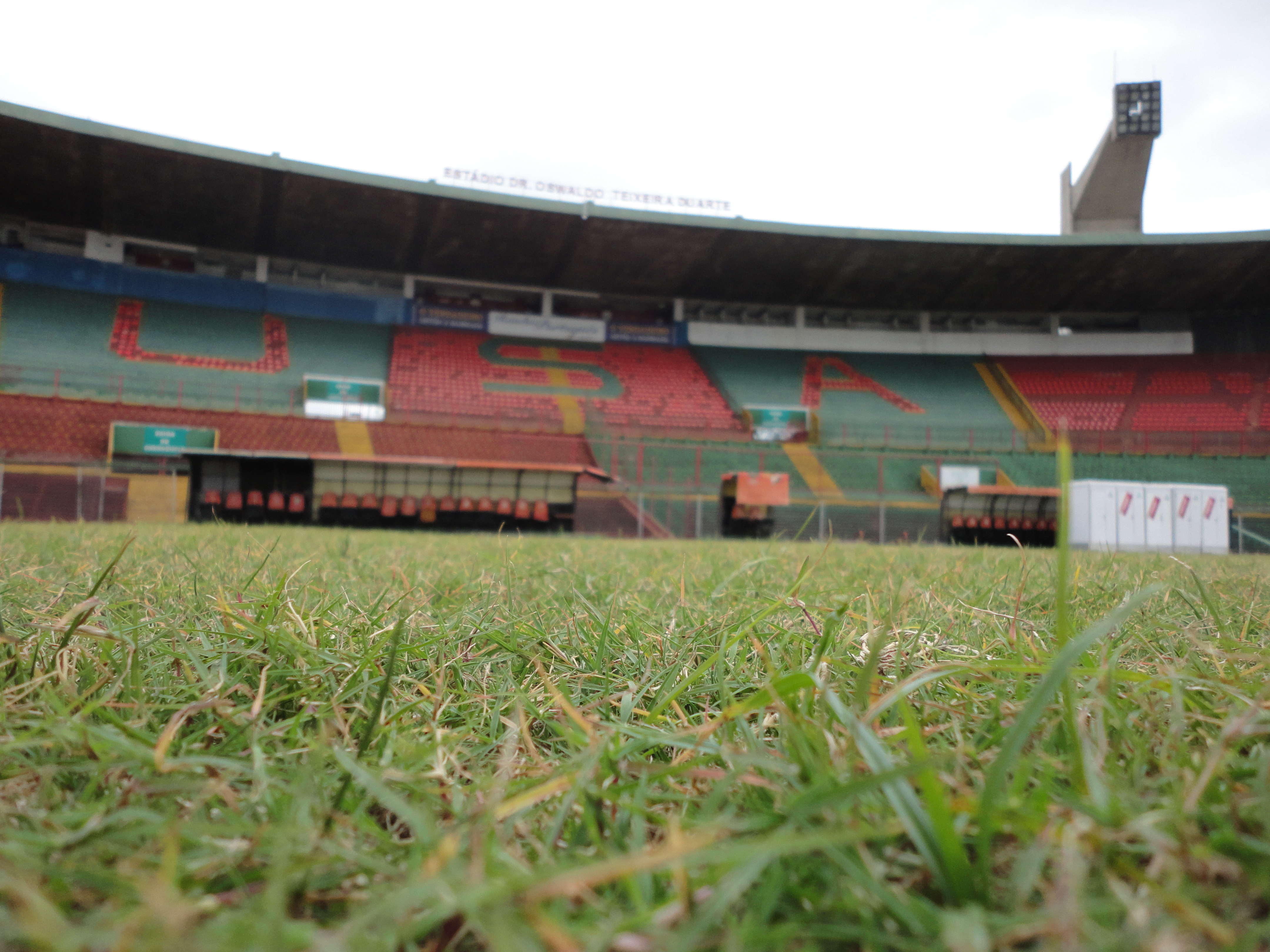
Arquibancadas
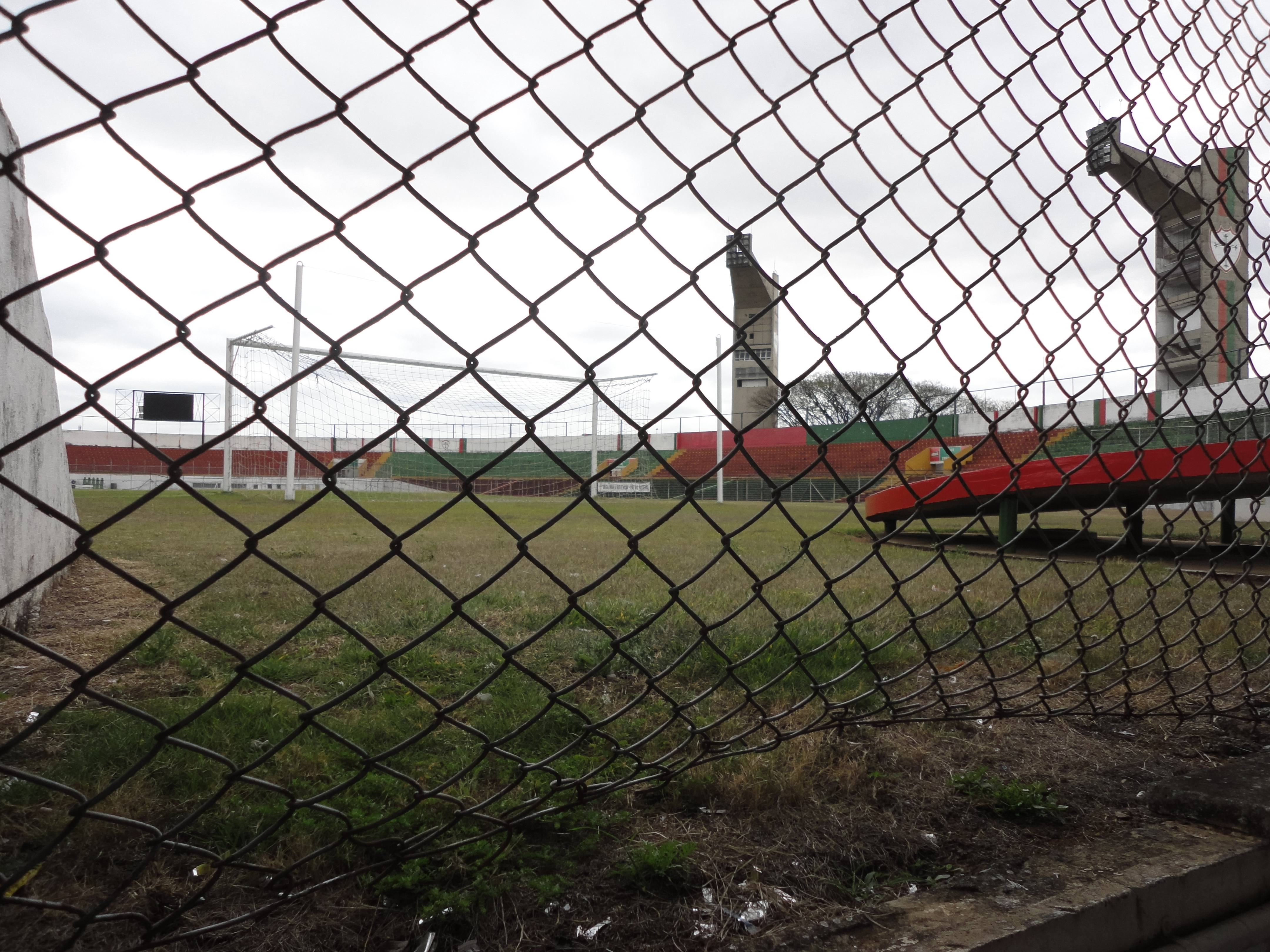
Vista da torcida organizada
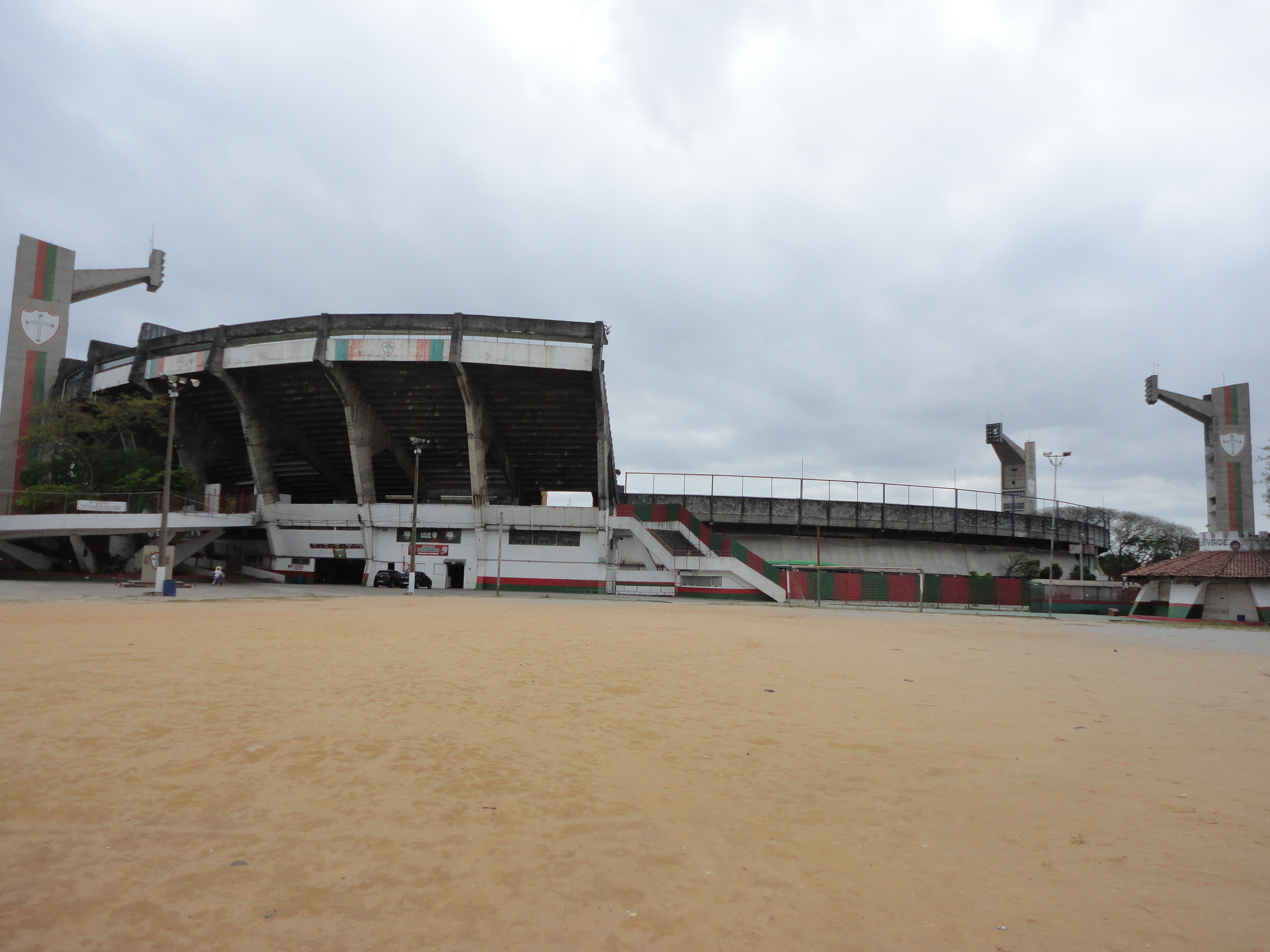
Vista do Canindé pelo lado de fora
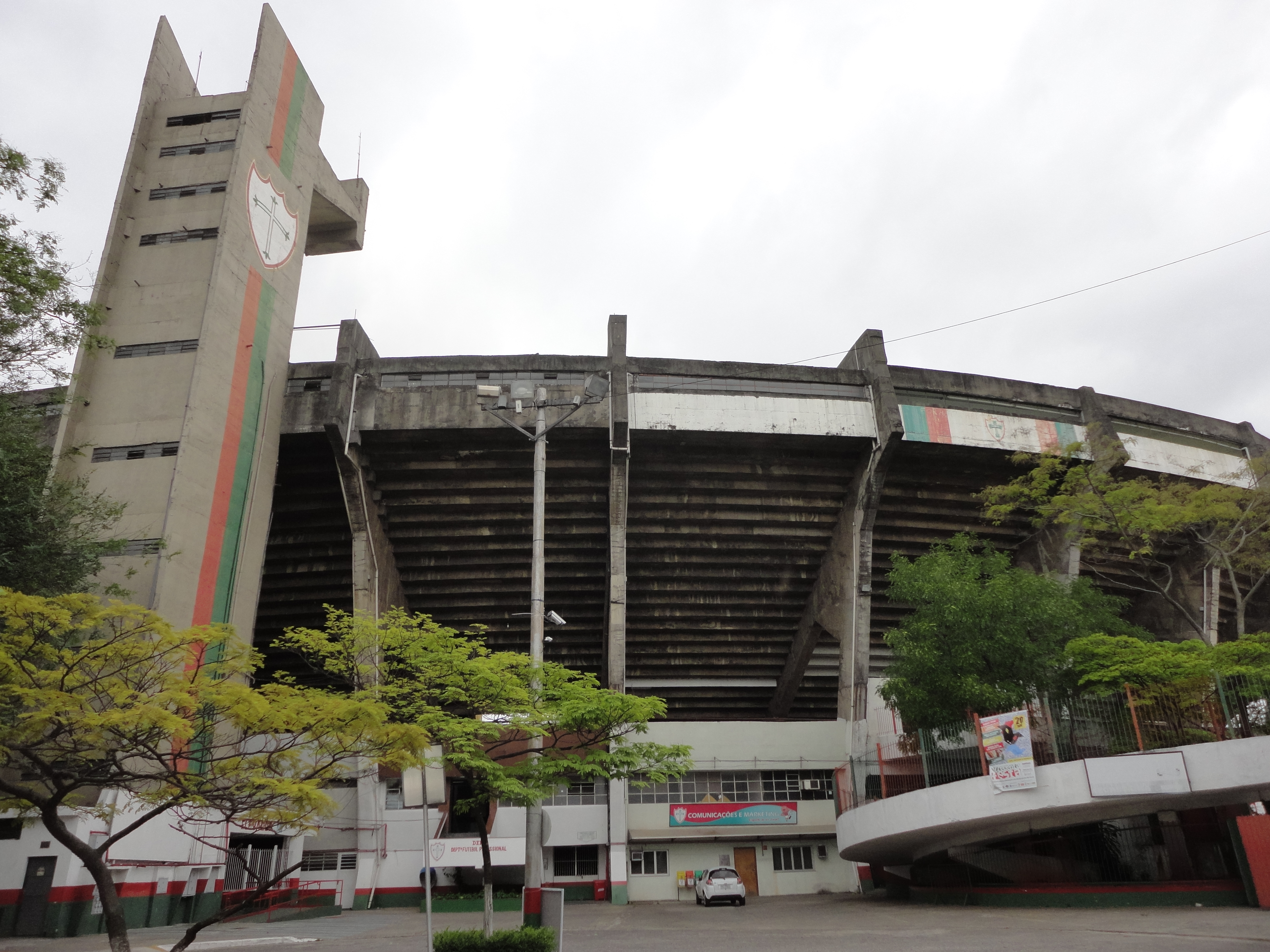
Pilar de iluminação do Canindé